# Simeon Vokáč z Chýš

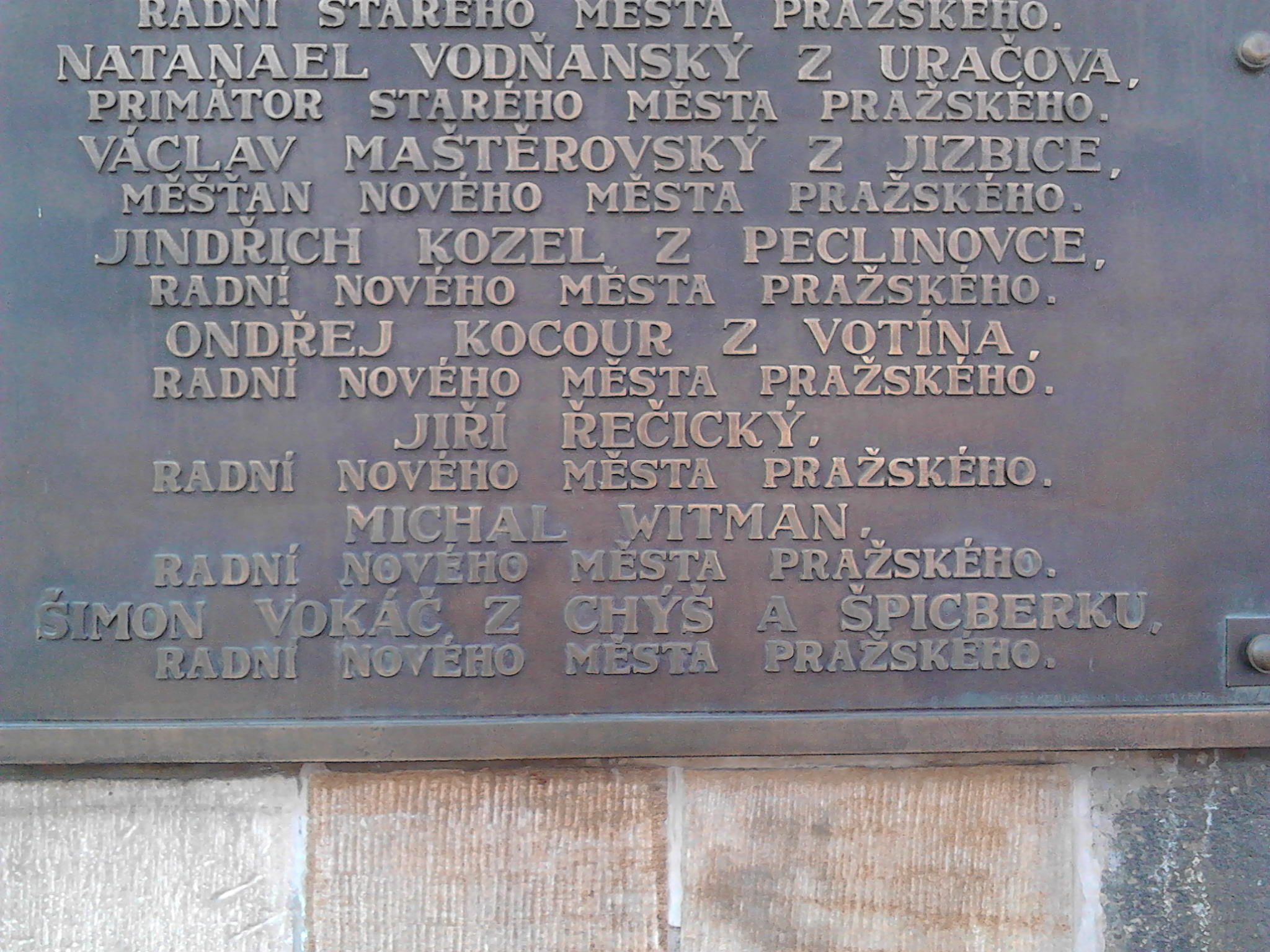
Detail pamětní desky na Staroměstské radnici

Simeon Vokáč z Chýš (Šimon Vokáč z Chyše a Špicberku) (1580, Chyše – 21. června 1621, Praha) byl pražský měšťan, novoměstský radní. Jeden ze 27 českých pánů, kteří byli 21. června 1621 popraveni na Staroměstském náměstí za účast na stavovském povstání. Na novoměstskou radnici a poté k smrti ho doprovázel kněz pod obojí Adam Klemens, správce kostela sv. Václava.